# NGC 4686
NGC 4686 (również PGC 43101 lub UGC 7946) – galaktyka spiralna (Sa), znajdująca się w gwiazdozbiorze Wielkiej Niedźwiedzicy. Odkrył ją William Herschel 14 kwietnia 1789 roku.